# Norialsus variabilis
Norialsus variabilis är en insektsart som beskrevs av Van Stalle 1986. Norialsus variabilis ingår i släktet Norialsus och familjen kilstritar. Inga underarter finns listade i Catalogue of Life.